# Anatolie Drumea
Anatolie Drumea (14.02.1930 – 12.06.2010) este un fizician moldovean, specialist în geofizică și seismologie, care a fost ales ca membru titular al Academiei de Științe a Moldovei. Fost membru PCUS.